# Coreano antiguo
El antiguo coreano es la primera etapa históricamente documentada de lenguas coreánicas, representada por la lengua del período de Silla unificada (668–935).
Los límites de la periodización del coreano antiguo siguen en disputa. Algunos lingüistas clasifican las escasamente documentadas lenguas de los Tres Reinos de Corea como variantes del coreano antiguo, mientras que otros reservan el término para la lengua de Silla exclusivamente. Tradicionalmente, el coreano antiguo termina con la caída de Silla en 935. Esto también ha sido cuestionado recientemente por lingüistas surcoreanos que proponen extender el período del coreano antiguo hasta mediados del siglo XIII, aunque esta nueva periodización aún no es ampliamente aceptada. Este artículo se centra en la lengua de Silla antes del siglo X.
El coreano antiguo está mal documentado. Debido a la escasez y baja calidad de las fuentes, los lingüistas modernos tienen "poco más que un esbozo vago" de sus características. Las únicas obras literarias conservadas son poco más de una docena de poemas vernáculos llamados hyangga. Los hyangga utilizan la escritura hyangchal. Otras fuentes incluyen inscripciones en estelas y tablillas de madera, glosas a sutras budistas y la transcripción de nombres personales y de lugares en obras escritas en chino clásico. Todos los métodos de escritura del coreano antiguo dependen de hanja (caracteres chinos) logográficos, usados para glosar el significado o aproximar el sonido de las palabras coreanas. Así, el valor fonético de los textos conservados es opaco. Su inventario de fonemas parece haber incluido menos consonantes pero más vocales que el coreano medio. Tipológicamente, era una lengua SOV y aglutinante, como el coreano medio y el moderno. Sin embargo, se cree que el coreano antiguo difería de sus descendientes en ciertos rasgos tipológicos, como la existencia de nominalización clausal y la capacidad de las raíces verbales flexivas de aparecer aisladas.
A pesar de los intentos de vincularlo con la hipotética familia altaica y especialmente con las lenguas japónicas, no se ha demostrado de manera incontrovertible ninguna conexión entre el coreano antiguo y lenguas no coreánicas.

## Historia y periodización

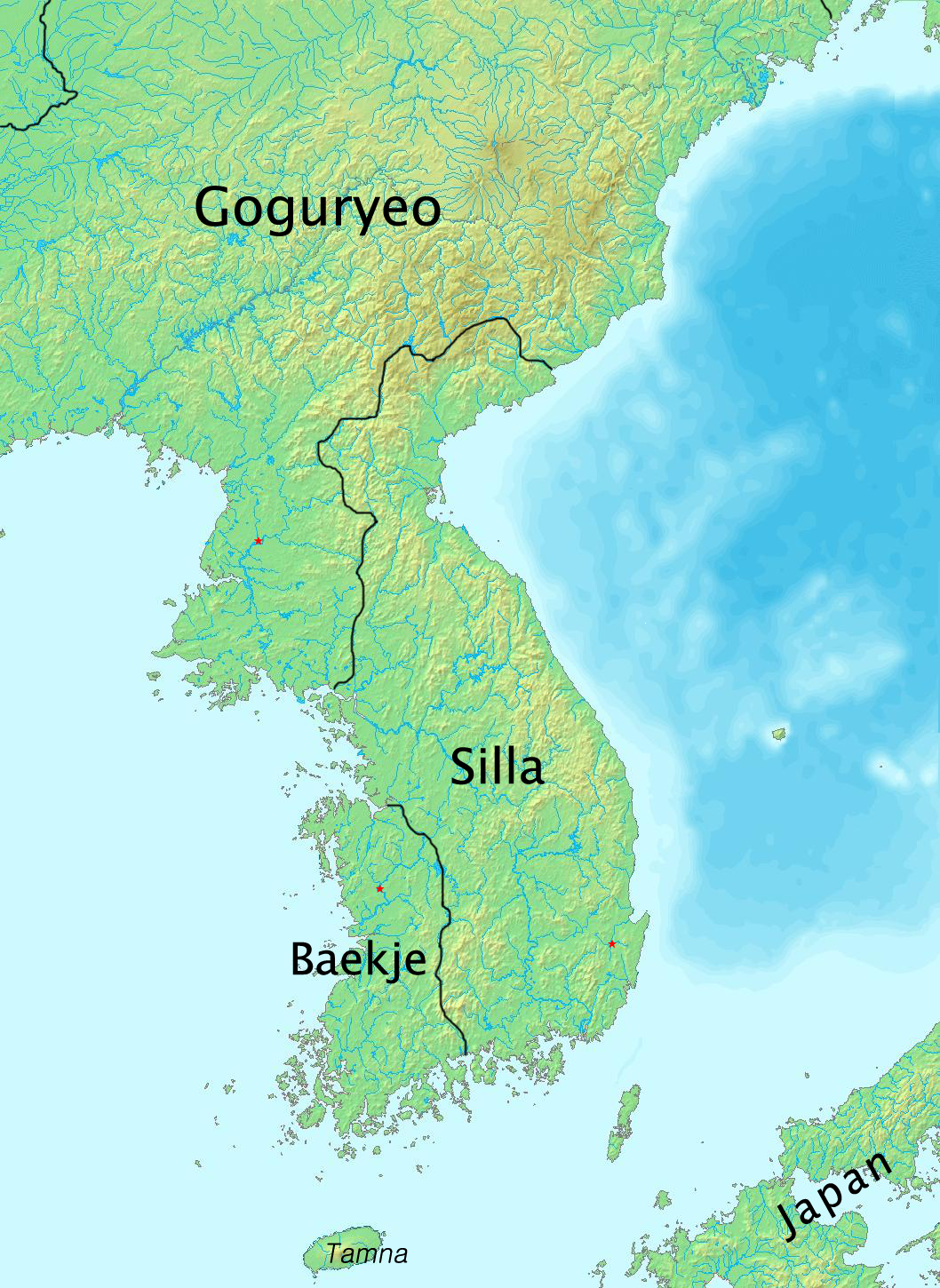
Los Tres Reinos de Corea en 576.

El coreano antiguo se define generalmente como la lengua coreánica antigua del estado de Silla (57 a. C. – 936 d. C.), especialmente en su período unificado (668–936). El proto-coreánico, ancestro hipotético de las lenguas coreánicas reconstruido principalmente mediante reconstrucción interna de formas posteriores del coreano, debe distinguirse del coreano antiguo históricamente atestiguado.
Influencias semánticas del coreano antiguo pueden estar presentes incluso en la inscripción más antigua de Silla descubierta, una estela en chino clásico datada en 441 o 501. La sintaxis y morfemas coreanos son visiblemente atestiguados por primera vez en textos de Silla de mediados a finales del siglo VI, y el uso de estos elementos vernáculos se hace más extenso en el período unificado.
Inicialmente solo uno de los Tres Reinos de Corea, Silla ascendió en el siglo VI bajo los monarcas Beopheung y Jinheung. Tras otro siglo de conflictos, los reyes de Silla se aliaron con la China Tang para destruir los otros dos reinos—Baekje en 660 y Goguryeo en 668—y unificar los dos tercios sur de la península coreana bajo su dominio. Esta consolidación política permitió que la lengua de Silla se convirtiera en la lingua franca de la península y llevó a la extinción de las lenguas de Baekje y Goguryeo, dejando estas últimas solo como sustratos en dialectos coreanos posteriores. El coreano medio, y por ende el coreano moderno, son así descendientes directos del coreano antiguo de Silla.
Hay pocos datos sobre las lenguas de los otros dos reinos, pero la mayoría de lingüistas coinciden en que ambas estaban relacionadas con la lengua de Silla. Las opiniones difieren sobre si clasificar las lenguas de Goguryeo y Baekje como variantes del coreano antiguo o como lenguas relacionadas pero independientes. Lee Ki-Moon y S. Roberts Ramsey argumentan en 2011 que la evidencia de inteligibilidad mutua es insuficiente y que los lingüistas deberían "tratar los fragmentos de las tres lenguas como tres corpus separados". Anteriormente, en 2000, Ramsey e Iksop Lee señalan que las tres lenguas a menudo se agrupan como coreano antiguo, pero apuntan a "disimilitudes obvias" e identifican el sillano como el coreano antiguo "en el sentido más verdadero". Nam Pung-hyun y Alexander Vovin, por otro lado, clasifican las lenguas de los tres reinos como dialectos regionales del coreano antiguo. Otros lingüistas, como Lee Seungjae, agrupan las lenguas de Silla y Baekje como coreano antiguo mientras excluyen la de Goguryeo. La LINGUIST List da a Silla como sinónimo de coreano antiguo, aunque reconoce que el término se "usa a menudo para referirse a tres lenguas distintas".

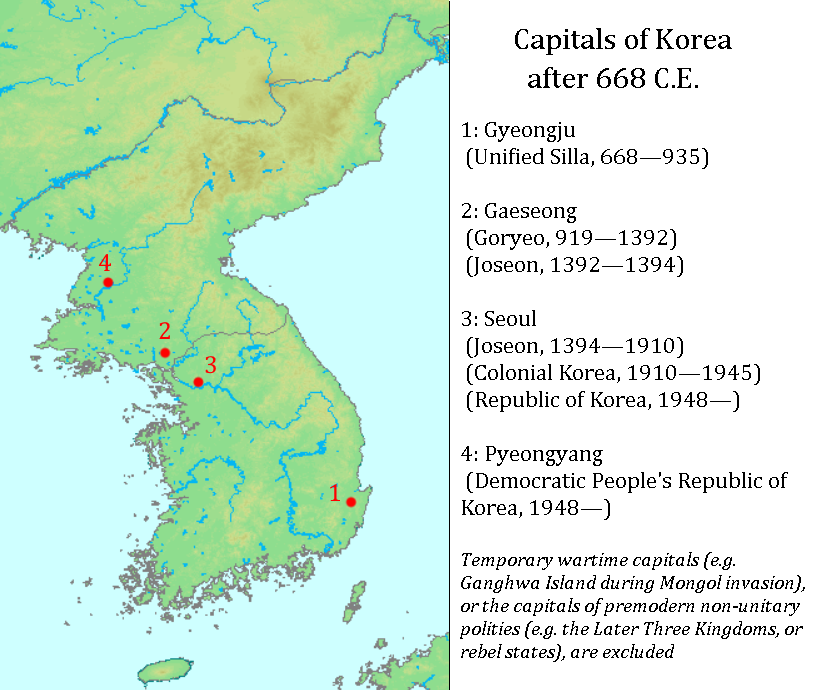
Las capitales históricas de Corea, incluyendo Gaegyeong y la capital de Silla, Gyeongju

Silla comenzó un declive prolongado a finales del siglo VIII. A principios del siglo X, la península coreana se dividió nuevamente en tres entidades políticas en guerra: el reducido estado de Silla y dos nuevos reinos fundados por magnates locales. Goryeo, uno de estos últimos, obtuvo la rendición de la corte de Silla en 935 y reunificó el país al año siguiente. El centro político y cultural de Corea pasó entonces a ser la capital de Goryeo, Gaegyeong (actual Kaesong), ubicada en el centro de Corea. El dialecto de prestigio del coreano también cambió de la lengua del corazón sureste de Silla al dialecto central de Gaegyeong durante este período. Siguiendo el trabajo de Lee Ki-Moon en los años 1970, el fin del coreano antiguo se asocia tradicionalmente con este cambio del centro político en el siglo X.
En 2003, el lingüista surcoreano Nam Pung-hyun propuso que el período del coreano antiguo debería extenderse hasta mediados del siglo XIII. Los argumentos de Nam se centran en glosas coreanas del canon budista. Identifica similitudes gramaticales entre textos del período de Silla y glosas anteriores al siglo XIII, que contrastan con las estructuras de glosas posteriores al siglo XIII y del coreano medio del siglo XV. Entre estos cambios del siglo XIII están la invención de marcadores dedicados al modo condicional, la restricción de los sufijos nominalizadores -n y -l a funciones atributivas, la desaparición de distinciones entre negación nominal y verbal, y la pérdida del sufijo marcador de esencialidad -ms.
La tesis de Nam ha sido cada vez más influyente en la academia coreana. En una reseña de 2012, Kim Yupum señala que "los estudios recientes tienden a tomar el siglo XIII como fecha final [para el coreano antiguo]... Uno piensa que la periodización general de la historia del coreano, en la que solo la lengua anterior a la fundación de Goryeo se considera coreano antiguo, necesita revisión." El lingüista ruso-estadounidense Alexander Vovin también considera que los datos del siglo XII son ejemplos de "coreano antiguo tardío". Por otro lado, lingüistas como Lee Seungjae y Hwang Seon-yeop siguen usando la periodización antigua, al igual que fuentes recientes en inglés como la Historia de la lengua coreana de 2011 y el Manual Blackwell de lingüística coreana de 2015.